# 551 Ortrud
551 Ortrud è un asteroide della fascia principale del diametro medio di circa 78,46 km. Scoperto nel 1904, presenta un'orbita caratterizzata da un semiasse maggiore pari a 2,9650580 UA e da un'eccentricità di 0,1259907, inclinata di 0,40226° rispetto all'eclittica.
Il suo nome fa riferimento a Ortrude, moglie di Federico di Telramondo nell'opera Lohengrin, di Richard Wagner.